# Беловодский переулок
Белово́дский переулок — переулок в Выборгском районе Санкт-Петербурга. Проходит от Большого Сампсониевского проспекта до Выборгской набережной.

## История
Первоначальное название Фризов переулок (от Большого Сампсониевского проспекта до Зеленкова переулка) известно с 1798 года, дано по фамилии домовладельца поручика Фриза. В 1820-е годы к нему был присоединён Негодный переулок (от Зеленкова переулка до реки Большая Невка), названый по реке Негодяевке, у излучины которой находился переулок.
Современное название Беловодский переулок присвоено 15 декабря 1952 года по городу Беловодску Ворошиловградской области Украины, в ряду улиц, названных в память об освобождении советских городов в годы Великой Отечественной войны.

## Достопримечательности
Дом 2 (Большой Сампсониевский проспект, дом 56) — доходный дом, построен в 1857 году по проекту арх. Е. П. Дмитревского (Дмитриевского), в 1882—1883 годах перестраивался по проекту арх.-худ. А. С. Эрбера. В этом доме в 1917 году находился Выборгский районный комитет РСДРП(б), руководивший революционной борьбой рабочих Выборгской стороны. В доме неоднократно бывал В. И. Ленин (имеется мемориальная доска).  Объект культурного наследия народов РФ. Объект № 7802645000 (БД Викигида)